# Sega Force
Sega Force var under tidigt 1990-tal en brittisk TV-spelstidning, inriktad på spel till Segas maskiner.
Tidningen utgavs mellan september 1992 och 1995 även i Sverige av Semic Press. Spel betygsattes på en skala från -10 till 100. Tidningen gavs först ut 6 gånger per år, men började under 1993 utges 9 gånger per år.  Tidningen gavs ut i sammanlagt 20 nummer och lades ner 1995. Tidningen intog en humoristisk ställning i konsolkriget, och ordet Nintendo påstods vara bortcensurerat. Själva företaget Nintendo kallades i Sega Force för "AB grå lådor", "Nintandläkare", "Nintönto" och "Nintanto" medan NES benämndes "Lilla grå lådan", Game Boy benämndes "Mycket lilla grå lådan" och SNES kallades för "Stora grå lådan". Kring sent 1993/tidigt 1994 började man "lätta på censuren", till exempel började SNES kallas för "Super grå lådan".
Den svenska redaktionen bestod främst av Mats Jönsson och Patrik Lindqvist, mera kända som Matte & Patte. Matte skämtade på ett halvt intellektuellt sätt och Patte hade en våldsam image. Några av recensenterna var "Deg", Yesim Bilgic, Ailton och Dr. Roffe, som hade en hotline tillsammans med sin son man kunde ringa till om man behövde hjälp.

### Fotnoter
1. ↑  Niklas Larsson (Niklas Larsson). ”Kulten som blev finkultur”. Luleå tekniska universitet. sid. 7. http://www.diva-portal.org/smash/get/diva2:1026165/FULLTEXT01.pdf. Läst 23 maj 2017.
2. ↑  Magnus Knutsson (26 augusti 1992). ”Spelare får tips om fusk” (på svenska). Dagens nyheter. http://www.dn.se/arkiv/konsument/spelare-far-tips-om-fusk-dataentusiaster-har-mangder-av-magasin-att-valja-bland/. Läst 23 maj 2017.